# Gare de Saint-Erme
Gare de Saint-Erme vasútállomás Franciaországban, Saint-Erme-Outre-et-Ramecourt településen.

## Vasútvonalak
Az állomást az alábbi vasútvonalak érintik:
- Reims-Laon-vasútvonal

## Kapcsolódó állomások
A vasútállomáshoz az alábbi állomások vannak a legközelebb:
- Gare d’Amifontaine
- Gare de Coucy-lès-Eppes